# William Hilary Young
William Hilary Young (* 14. Januar 1913; † 2003) war ein britischer Diplomat. Von 1966 bis 1970 war er britischer Botschafter in Kolumbien.

## Leben
William Hilary Young heiratete 1946 Barbara Gordon Richmond, sie haben einen Sohn (* 1947) und eine Tochter (* 1950).
Von 1935 bis 1941 war Young im Iran akkreditiert.
Von 1941 bis 1945 wurde Young im Foreign and Commonwealth Office (FCO) beschäftigt.
Von 1945 bis 1948 war Young in Berlin.
Von 1948 bis 1950 war William Hilary Young, erster Botschaftssekretär unter Geoffrey Arnold Wallinger in Budapest.
1951 besuchte  William Hilary Young das Imperial Defence College.
Von 1952 bis 1954 war William Hilary Young in Neu-Delhi Botschaftsrat.
Von 1954 bis 1957 leitete William Hilary Young die Abteilung Südeuropa im FCO.
In seinen Zuständigkeitsbereich fielen Zypern und Griechenland.
Von 1957 bis 1960 war Young in Moskau im Dienstrang Minister.
Von 1960 bis 1962 war Young als Senior Civilian Instructor am Imperial Defence College.
Von 1962 bis 1965 war William Hilary Young in Kapstadt im Dienstrang Minister
1965  war Young Fellow Harvard Centre for International Affairs.
1970 wurde  William Hilary Young in den Ruhestand versetzt.